# Avarevő molyfélék
Az avarevő molyfélék (Blastobasidae) a valódi lepkék (Glossata) alrendjébe tartozó Gelechioidea öregcsalád egyik családja.
Mint nevük is mutatja, hernyóik növényi korhadékanyagokat esznek – főleg avart (Mészáros, 2005).

## Elterjedésük
A legtöbb fajuk Észak-Amerikában él. Az északi félgömb egyéb részein jóval ritkábbak (Mészáros, 2005).
A Kárpát-medencében mindössze néhány fajuk ismert. Magyarországon hat fajuk él (Pastorális, 2011).

## Rendszertani felosztásuk
A családot mintegy 30 nemre bontják:
- Agnoea Walsingham, 1907 - 1 faj
  - Agnoea evanescens
- Asaphocrita Meyrick, 1931 - 1 faj
  - Asaphocrita protypica
- Auximobasis Walsingham, 1892 (alias Valentinia Walsingham, 1907) – 29 faj
- Blastobasis Zeller, 1855 (alias Epistetus Walsingham, 1894 alias Ploeophora Walsingham& Durrant, 1909 alias Ploiophora W.G. Dietz, 1900 alias Prosthesis Walsingham, 1908 alias Xenodochium T.B. Fletcher, 1929 alias Zenodochium Walsingham, 1908) – kb. 160 faj
  - közönséges avarevő moly (Blastobasis phycidella Zeller, 1839) – Magyarországon általánosan elterjedt (Fazekas, 2001; Buschmann, 2003; Mészáros, 2005; Pastorális, 2011; Pastorális & Szeőke, 2011);
  - erdei avarevő moly (Blastobasis huemeri Sinev, 1993) – Magyarországon sokfelé előfordul (Pastorális, 2011; Pastorális & Szeőke, 2011);
- Blastobasoides McDunnough, 1961 - 1 faj
  - Blastobasoides differtella
- Coniogenes Meyrick, 1936 - 1 faj
  - Coniogenes contempta
- Critoxena Meyrick, 1930 - 1 faj
  - Critoxena agraphopis
- Docostoma A.N. Diakonoff, 1955 - 1 faj
  - Docostoma insignis
- Eubolepia W.G. Dietz, 1910 - 3 faj
  - Eubolepia anomalella
  - Eubolepia elucidella
  - Eubolepia gargantuella
- Euresia W.G. Dietz, 1910 - 1 faj
  - Euresia pulchella
- Exapateter A.J. Turner, 1947 - 1 faj
  - Exapateter epierana
- Exinotis Meyrick, 1916 - 1 faj
  - Exinotis catachlora
- Holcocera Clemens, 1863 (alias Calosima W.G. Dietz, 1910 alias Cynotes Walsingham, 1907 alias Hypatima Herrich-Schäffer, 1853  alias Hypatopa Walsingham, 1907 alias Prosodica Walsingham, 1907) – 91 faj
  - fenyő-avarmoly (Holcocera binotella Thunberg, 1794) – Magyarország fenyveseiben általánosan elterjedt (Fazekas, 2001; Buschmann, 2003; Pastorális, 2011);
  - barna avarevő moly (Holcocera inunctella Zeller, 1839) – Magyarországon sokfelé előfordul (Pastorális, 2011; Pastorális & Szeőke, 2011);
  - hegyi avarmoly (Holcocera segnella Zeller, 1873) – Magyarországon szórványos (Pastorális, 2011; Pastorális & Szeőke, 2011);
- Holcocerina McDunnough, 1961 - 4 faj
  - Holcocerina confluentella
  - Holcocerina immaculella
  - Holcocerina simplicis
  - Holcocerina simuloides
- Holcoceroides Sinev, 1986 - 1 faj
  - Holcoceroides scythrella
- Homothamnis Meyrick, 1921 - 1 faj
  - Homothamnis litholeuca
- Iconisma Walsingham, 1897 - 2 faj
  - Iconisma macrocera
  - Iconisma rosmarinella
- Lateantenna Amsel, 1968 - 1 faj
  - Lateantenna fuscella
- Mastema Adamski, 1989 - 1 faj
  - Mastema occidentalis
- Megaceraea Rebel, 1940 - 3 faj
  - Megaceraea incertella
  - Megaceraea oecophorella
  - Megaceraea scriptella
- Metallocrates Meyrick, 1930 - 1 faj
  - Metallocrates transformata
- Neoblastobasis Kuznetzov & Sinev, 1985 - 1 faj
  - Neoblastobasis spiniharpella
- Oroclintrus Gozmány, 1957 - 1 faj
  - Oroclintrus perplexus
- Pigritia Clemens, 1860 (avagy Americides Kirkaldy, 1910, alias Dryope V.T. Chambers, 1874, alias Dryoperia Coolidge, 1909 alias Epigritia W.G. Dietz, 1900 ) – 29 faj
- Prosintis Meyrick, 1916 - 1 faj
  - Prosintis floviflora
- Pseudohydatopa Sinev, 1986 - 1 faj
  - Pseudohydatopa pulverea
- Pseudopigritia W.G. Dietz, 1900 - 4 faj
  - Pseudopigritia argyreella
  - Pseudopigritia dorsomaculella
  - Pseudopigritia equitella
  - Pseudopigritia fraternella
- Syncola Meyrick, 1916 - 1 faj
  - Syncola epaphria
- Tecmerium Walsingham, 1907 - legalább 4 faj
  - Tecmerium anthophaga
  - magyar avarevőmoly (Tecmerium perplexum Gozmány, 1957) – Magyarországon szórványos (Pastorális, 2011);
  - Tecmerium spermophagia
  - Tecmerium staechadella
- Xenopathia Rebel, 1901 - 2 faj
  - Xenopathia nivea
  - Xenopathia novaki